# ابوالحسن ابتهاج
ابوالحسن ابتهاج (۸ آذر ۱۲۷۸ – ۶ اسفند ۱۳۷۷) پایه‌گذار اصلی برنامه‌ریزی توسعه در ایران که در فاصله سالهای ۱۳۳۳ تا ۱۳۳۷ مدیر عامل سازمان برنامه بود. او همچنین از دی ماه ۱۳۲۰ به مدت هفت سال مدیرعامل بانک ملی ایران بود.

## کودکی و نوجوانی
ابوالحسن ابتهاج پسر میرزا ابراهیم خان ابتهاج‌الملک  در رشت متولد شد. برادر غلامحسین ابتهاج بود. پدرش میرزا ابراهیم خان ملقب به ابتهاج‌الملک سالها تحت نظارت فتح‌الله خان اکبر سردار منصور (سپهدار اعظم رشتی) مسئول گمرک انزلی و همچنین پیشکار او بود که در زمان تسلط جنگلی‌ها بر جنگل به دلیل رابطه نزدیک با دولت انگلستان و بهائی شدن توسط یکی از آنها دستگیر و کشته شد؛ولی در روایتی دیگر، پدرش به دست یکی از اسلام‌گرایان، با داس، کشته می‌شود.
ابتهاج تحصیلات ابتدایی را در مدرسه بهائی تربیت آغاز نمود.
هنگامی که ۱۱ سال داشت به همراه برادرش غلامحسین به پاریس و سپس بیروت به جهت تحصیل فرستاده شد. هنگامی که سه سال بعد این دو به منظور دیدار خانواده به ایران آمدند جنگ جهانی اول آغاز و مانع از بازگشت‌شان به بیروت شد. اندکی بعد بخش‌هایی از گیلان به وسیلهٔ روسها اشغال شد و پدر مصلحت را در آن دید که ابوالحسن دور از رشت و در تهران باشد و در آنجا به صورت خصوصی تحصیلاتش را ادامه دهد. او که علاقهٔ وافری به دانستن داشت به هنگام تحصیل در مدرسه یک دوره از دائرةالمعارف بریتانیکا را سفارش داد و در حالی که تنها شانزده یا هفده سال داشت با توجه به تسلطش به زبان انگلیسی شروع به مکاتبه با روزنامه دمورنینگ پست (The Morning Post) چاپ لندن در خصوص مسائل ایران نمود.

## زندگی حرفه‌ای

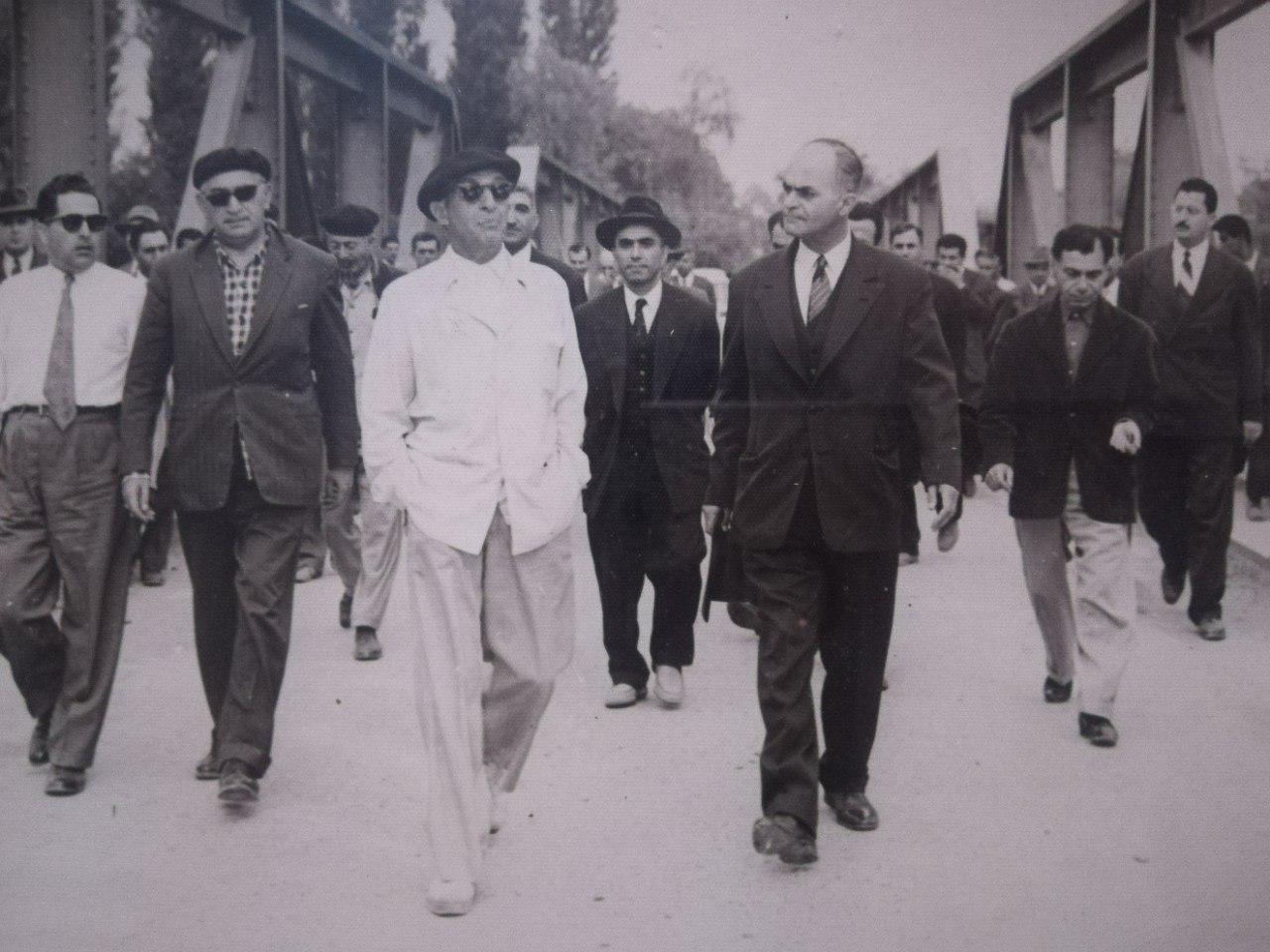
قنبر خان چهاردهی و ابوالحسن ابتهاج رئیس وقت سازمان برنامه و بودجه در حال بررسی روند ساخت پل قدیم سفید رود در روستای آستانه اشرفیه

نخستین شغل وی مترجمی یک افسر انگلیسی در رشت بود. ابتهاج در سال ۱۲۹۹ پس از انجام مصاحبه و شرکت در آزمون ورودی به استخدام بانک شاهنشاهی ایران (به عنوان مدیر دارالترجمه) درآمد و مدارج ترقی را به سرعت پیمود. به طوری که در سال در سال ۱۳۰۹ به سمت معاونت بازرس کل منصوب شد. این ارتقا او را مبدل به یکی از ارشدترین مقامات ایرانی بانک نمود. با این حال پیشرفتش او را راضی نمی‌کرد. به خصوص که می‌دید در این زمینه تبعیضهایی نه فقط برای او بلکه برای همه ایرانیانی که برای بانک شاهی کار می‌کردند وجود داشت. در نهایت این امر باعث شد که پس از ۱۶ سال کار کردن برای بانک از شغلش استعفا دهد و با توجه به سابقه آشناییش با علی اکبرخان داور به خدمت وزارت مالیه درآید. دو سال بعد یعنی در سال ۱۳۱۷ به معاونت بانک ملی ایران، در سال ۱۳۱۹ به ریاست بانک رهنی و نهایتاً در سال ۱۳۲۱ به ریاست بانک ملی رسید. جایی که به او این امکان را می‌داد که سیاست‌هایش را به مؤسسه‌ای دیکته کند که زمانی به درخواست او برای شرایط برابر گوش نداده بود. به نوشته سر دنیس رایت او در این دوره به تفوق بانک شاهی خاتمه داد و بانک ملی را از هر جهت تبدیل به بانک مرکزی کشور نمود.
| سالهای تصدی | عناوین مشاغل مهم          |
| ----------- | ------------------------- |
| ۱۳۱۷–۱۳۱۹   | معاون بانک ملی            |
| ۱۳۱۹–۱۳۲۱   | مدیر عامل بانک رهنی       |
| ۱۳۲۱–۱۳۲۹   | مدیر عامل بانک ملی        |
| ۱۳۲۹–۱۳۳۱   | سفیر ایران در فرانسه      |
| ۱۳۳۱–۱۳۳۳   | مشاور صندوق بین‌المللی پول |
| ۱۳۳۳–۱۳۳۷   | مدیرعامل سازمان برنامه    |

در سال ۱۳۲۹ از ریاست بانک کنار گذاشته شد و به عنوان سفیر ایران در فرانسه منصوب گردید. هر چند او تمایلی به این پست نداشت، علا وی را متقاعد ساخت که ماندنش در ایران به صلاحش نیست. نتیجتاً عازم آن کشور شد اگر چه با توجه به روحیه‌اش و اختلاف ایجاد شده با وزارت خارجه پس از دو سال از سفارت معزول گردید. اما با توجه به شهرت بین‌المللی که تا آن موقع کسب کرده بود، به او پیشنهاد شد که به صندوق بین‌المللی پول برود؛ لذا در سال ۱۳۳۱ ابتدا به عنوان مشاور رئیس صندوق و سپس به عنوان مدیر بخش خاورمیانه این نهاد بین‌المللی مشغول به کار شد. روابطی که در این دوره با شخصیت‌های مهم مالی دنیا برقرار کرد برای فعالیت‌های بعدی او مفید واقع گردید.
او در سال ۱۳۳۳ با اتمام قراردادش به ایران آمد و به ریاست سازمان برنامه منصوب گردید. حضور او در سازمان برنامه مصادف با سال پایانی برنامه عمرانی اول بود و جالب آن است که بخش قابل توجهی از اعتبارات این برنامه در همین دوره هزینه گردید.[نیازمند منبع] او سپس به تدوین برنامه عمرانی دوم به کمک کارشناسان و نخبگان کشور مبادرت ورزید و اجرای آن را تا سال ۱۳۳۷ - یعنی تقریباً تا نیمه آن - بر عهده داشت.
اما خدمت اصلی و مهم ماندگار ابتهاج طی دوره تصدیش، تحول در ساختار برنامه‌ریزی در ایران و استفاده از دانش اقتصاد در برنامه‌ریزی بود. اولین چیزی که توجه او را جلب کرد نبود یک دفتر اقتصادی در سازمان برنامه بود. چیزی که ایجاد آن در شرایط آن روز چندان ساده نمی‌نمود. او می‌نویسد:
در اثر مطالعاتی که در اولین روزهای شروع به کارم در سازمان برنامه کرده بودم به این نتیجه رسیدم که باید برای حسن جریان کارها دو دستگاه مختلف داشته باشم. یک دفتر اقتصادی و یک دفتر فنی. تأمین اعتبار برای تشکیل دفتر فنی اشکالی نداشت… اما برای ایجاد دفتر اقتصادی با مشکل مواجه بودم. می‌بایست اعضای کمیسیون [برنامهٔ مجلس] را قانع کنم که کارهای اقتصادی اقتصاددان لازم دارد. من اطمینان دارم که اگر موضوع استخدام اقتصاددان را با کمیسیون مطرح می‌کردم آنها می‌گفتند که اقتصاددان برای چه می‌خواهید؟ ما در وزارت دارایی تعداد زیادی اشخاص مجرب داریم. اشخاصی که سی سال در وزارت مالیه بوده‌اند و هر چه دلتان از اقتصاد می‌خواهد به شما خواهند گفت… به این جهت دنبال این فکر رفتم که اعتبار ایجاد دفتر اقتصادی را از محل دیگری فراهم کنم
پس از چندی او توانست با بنیاد فورد برای تأمین مالی مشاوران اقتصادی به توافق برسد و اعضای علمی دفتر اقتصادی با نظر پروفسور میسون از دانشگاه هاروارد انتخاب و در سازمان برنامه مشغول به کار شدند. این عده که به گروه مشاوران هاروارد موسوم شدند به همراه اقتصاددانان ایرانی که ابتهاج آنها را گرد آورده بود تدوین برنامه عمرانی سوم آغاز کردند.
او همچنین بانک ایرانیان را با کمک مالی همسرش آذر و نیز در سال ۱۳۵۳ شرکت بیمهٔ بین‌المللی ایران-آمریکا را تأسیس کرد.

هیئت ایرانی شرکت‌کننده در کنفرانس برتون وودز، از چپ به راست، علی‌اکبر دفتری رئیس دفتر حافظ منافع ایران در واشینگتن، ابوالحسن ابتهاج رئیس بانک ملی ایران، حسین نواب رئیس شورای ایرانیان نیویورک، تقی ناصر از کمیسیون تجارت و اقتصاد ایرانیان در نیویورک

## استعفای ابتهاج
ابتهاج در بهمن ۱۳۳۷ از ریاست سازمان برنامه استعفا داد و کسی که هر هفته با شاه ملاقات می‌کرد تا ۱۸ سال به دیدارش نرفت.

ابوالحسن ابتهاج رئیس بانک ملی ایران به همراه الکساندر آرگیروپلوس رئیس سابق بانک آتن در یونان و نمایندهٔ یونان وارد زمین لاگوردیا می‌شوند.

## ماجرای دستگیری
در اواخر سال ۱۳۳۹ بود که در پی ترمیم کابینهٔ جعفر شریف‌امامی، قائم‌مقامی نخست‌وزیر در سازمان برنامه به احمد آرامش رسید. او که پیشتر عضو هیئت نظارت سازمان برنامه بود، مدعی شد ابتهاج در دوران ریاست سازمان برنامه سابقهٔ سوء استفادهٔ مالی داشته و پول‌های کلانی به مقاطعه‌کاران داده است؛ ادعاهایی که با پاسخ ابتهاج مواجه شد و جز جنجالی مطبوعاتی فرجامی نیافت؛ اما زمینه را فراهم کرد تا حدود ۸ ماه بعد، هم‌زمان با نخست‌وزیری علی امینی، دوست صمیمی ابوالحسن ابتهاج، وی به اتهام فساد مالی بازداشت شود. روزنامه‌ها عصر ۲۰ آبان ۱۳۴۰ در خبری اعلام کردند: «ساعت ۴۵: ۸ صبح امروز ابوالحسن ابتهاج، مدیرعامل بانک ایرانیان، به دادسرای دیوان کیفری رفت و در ساعت ۱:۳۰ بعدازظهر، قرار بازداشتش صادر گردید.» برخی، از جمله خود او، انتقاداتش را از سیاست‌های اقتصادی کشور عامل اصلی این بازداشت می‌دانستند. ماروین زونیس در کتاب «نخبگان سیاسی در ایران» با اشاره به ماجرای بازداشت و آزادی ابتهاج به قید ضمانت، از آن با عنوان نمونه‌ای از برخورد شاه با نخبگان درون حاکمیت که به انتقاد روی می‌آورند، یاد کرده و می‌نویسد: 
ابوالحسن ابتهاج اگر چه متهم به فساد مالی شده بود، اما در نهایت هیچ‌یک از اتهامات وارده بر او اثبات نشد و به واقع بازداشت او، به سخنرانی‌اش در کنفرانس بین‌المللی صنایع در سانفرانسیسکو بازمی‌گشت. ابتهاج در آن سخنرانی گفته بود که کمک‌های مالی یک کشور به کشور دیگر موجب می‌شود که منابع مالی مزبور بر اساس ملاحظات نظامی و سیاسی خرج شوند و به کار توسعه نمی‌آیند و در این باب، از ایران مثال زده بود؛ سخنانی که البته به مذاق شاه ایران خوش نمی‌آمد.
ابتهاج همان روزی که قرار بازداشتش صادر شد، خطاب به خبرنگاران حاضر در دیوان کیفر گفت: «چون مجالی برای تکمیل تحقیقات من وجود نداشت، مرا بازداشت کردند. در مملکتی که دزدها آزادانه راه می‌روند، من باید به زندان بروم. اتهام من آبادانی‌های خوزستان است.» علی امینی، نخست‌وزیر، در پاسخ به سؤال خبرنگاران دربارهٔ بازداشت ابوالحسن ابتهاج گفت: «من به هیچ‌وجه از بازداشت آقای ابتهاج خبر نداشتم. این کار مربوط به دادگستری است و البته اگر کسی از نظر قانون خطاکار باشد، من نمی‌توانم هیچ‌گونه نظری داشته باشم.» امینی همچنین گفت که بین او و ابتهاج اختلافی وجود ندارد. این در حالی است که ابوالحسن ابتهاج در خاطراتش تأکید دارد: «عقیده من این است که بازداشت من بدون توافق شاه و نخست‌وزیر امکان‌پذیر نبود.» ابتهاج با اشاره به نشانه‌هایی که از کوشش امینی و دولتش برای پرونده‌سازی علیه وی حکایت داشت، می‌گوید: 
اواسط آبان ۴۰ بود که امینی تلفن کرد و گفت امروز صبح شرفیاب بودم و صحبت تو بود و در نظر است تعدادی از بانک‌هایی که وضع‌شان خراب است، در هم ادغام شوند و تو را در رأس آنها قرار دهند. گفتم خیلی تعجب می‌کنم، چون شنیده‌ام دولت تو مشغول پرونده‌سازی علیه من است. امینی با خنده گفت: این حرف‌ها چیه، چرا هذیان میگی؟ چنین صحبتی در بین نیست، ولی تو خودت هم شاه را تحریک می‌کنی. قبل از تلفن امینی، مدیر مجله فردوسی به من اطلاع داد که چند روز قبل عده‌ای از مدیران روزنامه‌ها مهمان نخست‌وزیر بودند و سر میز غذا، امینی می‌گوید: اگر لازم باشد من دوست خودم ابوالحسن ابتهاج را هم توقیف خواهم کرد. یکی دو روز بعد از تلفن امینی، پنج‌شنبه ۱۸ آبان ۱۳۴۰ احضاریه‌ای از دیوان کیفر به دست من رسید که خواسته بود ظرف پنج روز خودم را به دیوان کیفر معرفی نمایم.

## زندگی خصوصی
ابتهاج دو بار ازدواج کرد. او در بار اول با مریم نبوی دختر تقی نبوی (معزالدوله) ازدواج کرد. مریم نبوی به مناسبت شغل پدرش - که در خدمت وزارت خارجه بود - در هندوستان بزرگ شده بود و همچون ابتهاج به زبان‌های روسی، فرانسوی و انگلیسی تسلط داشت. این ازدواج پس از ۲۶ سال به جدایی انجامید و در سال ۱۳۳۵ او با آذر صنیعی ازدواج کرد. آذر دختر دندان‌پزشکی بود و خود نیز دکتری دندان‌پزشکی داشت. سن او هنگام ازدواج با ابتهاج ۳۶ سال و سن ابتهاج ۵۷ سال بود. حاصل ازدواج آنها دختری بنام شهرزاد و پسری بنام داور بود.
ابتهاج همچنین عموی هوشنگ ابتهاج شاعر معروف ایرانی است.